# Tista-Khangse-Gletscher
Der Tista-Khangse-Gletscher ist ein 5 km langer Gletscher im Himalaya im äußersten Nordosten von Sikkim in Indien.

## Lage
Der Tista-Khangse-Gletscher befindet sich an der Nordflanke der Dongkya-Gruppe. Er wird im Westen, im Süden und im Osten von mehr als 6000 m hohen Bergen eingerahmt. Das Nährgebiet des Gletschers befindet sich an der Nordwestflanke des Chijolabgye (6911 m) auf einer Höhe von etwa 6000 m. Der Gletscher strömt nach Norden. Östlich des Gletschers erhebt sich der 7125 m hohe Pauhunri. Die Gebirgskette östlich des Gletschers liegt auf der Grenze zur Volksrepublik China. Der Tista-Khangse-Gletscher weist im unteren Bereich eine Breite von 470 m auf. Er endet am Gletscherrandsee Khangchung Tso auf einer Höhe von ungefähr 5330 m. Die Gletscherfläche beträgt etwa 4,1 km². Der Khangchung Tso bildet den Ursprung des Lachen Chu, der Hauptquellfluss der Tista. Der Tista-Khangse-Gletscher hat sich in den letzten Jahren zurückgezogen, so dass sich der Gletscherrandsee in der Folge vergrößert hat.
Der See ist über eine Straße, die das Flusstal des Lachen Chu hinaufführt, zugänglich. Aufgrund der Nähe zur chinesischen Grenze sind spezielle Berechtigungen notwendig.